# 葉金豪
葉金豪（英語：Paul Kam Haw Yip），香港教育工作者, 任教化學科，曾擔任香港華仁書院副校長，曾先後參加兩次《百萬富翁》表現出色而聲名大噪。英文詞彙學習平台SolidMemory （页面存档备份，存于）之創辦人。

## 簡歷
葉金豪於1985年中學畢業於香港華仁書院，該屆同學中較著名的有歌星李克勤及香港大律師公會前主席兼現任律政司司長林定國。他於1997年重返母校任教化學科。2001年曾兩次參與《百萬富翁》問答遊戲，首次參賽時他答錯五十萬元問題而只贏得六萬元，第二次他則選擇在還有一錦囊的情況下，放棄作答五十萬元問題而拿取二十五萬元將金以支持苗圃行動，不過其後他卻猜中答案。

## 家庭
葉金豪已婚，有兩子一女。

## 外部連結
- 葉金豪參與百萬富翁片段Part 1/3 （页面存档备份，存于）
- 葉金豪參與百萬富翁片段Part 2/3
- 葉金豪參與百萬富翁片段Part 3/3 （页面存档备份，存于）